# Aaron Huey

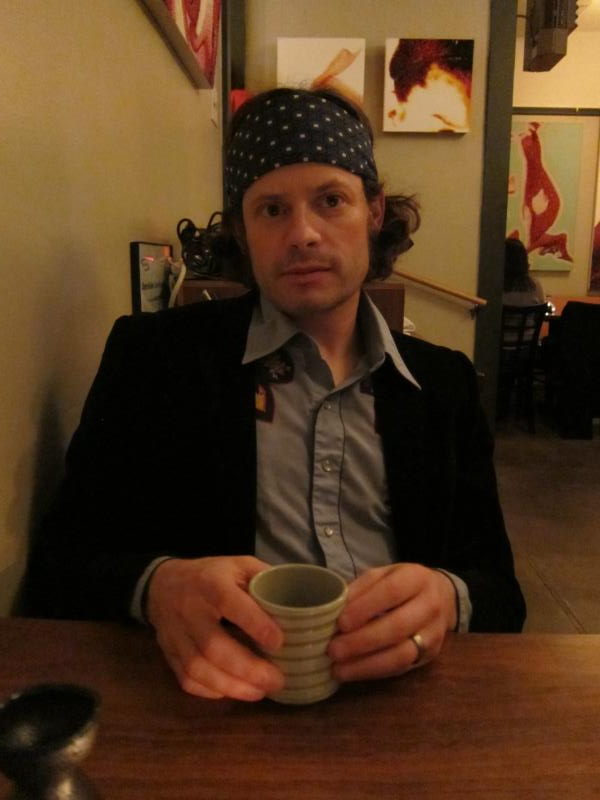
Aaron Huey

Aaron Huey (* 9. Dezember 1975) ist ein US-amerikanischer Fotojournalist und Dokumentations-Fotograf, der weithin für seine Wanderung quer durch die USA im Jahr 2002 sowie durch seine Arbeiten für das Pine Ridge Indianer Reservat bekannt ist. Er wuchs in Worland (Wyoming) auf und schloss dort die High School ab. Im Alter von 18 Jahren studierte er als Stipendiat der Rotary Gesellschaft in der Slowakei und erhielt im Jahr 1999 einen BFA von der University of Denver in Colorado.

## Fotografie
Huey liefert regelmäßig Arbeiten für das Harper’s Magazine, seine Fotografien erscheinen darüber hinaus unter anderem im Smithsonian Magazine, National Geographic, The New Yorker, und in der New York Times.
Im Jahr 2002 wanderte Huey mit seinem Hund Cosmo quer durch die Vereinigten Staaten. Die Reise dauerte 154 Tage und umfasste 3349 Meilen. Huey wanderte dabei zusammen mit ihm völlig fremden Personen, die er unterwegs traf, und legte durchschnittlich ca. 30 Meilen an einem Tag zurück; sein Rekord waren 46 Meilen an einem einzigen Tag. Farbfotos der Personen, die er auf seiner Reise traf, fertigte er mit einer einzigen Kamera sowie einem einzigen Objektiv an: Einer Leica M6 mit einem 35-mm-Objektiv. Huey referierte über seine Motivation für die Wanderung und seine Erfahrungen im Rahmen eines Vortrags im Jahr 2010 bei der Annenberg Stiftung.
Aaron Huey wurde 2007 von den Photo District News als einer von 30 besten Jungfotografen der Welt ausgezeichnet und im darauf folgenden Jahr für den Alexia Preis nominiert. Ebenfalls 2008 wurde ihm durch die National Geographic Society eine finanzielle Unterstützung für eine Expedition per Anhalter durch Sibirien erteilt.
Hueys umfangreiche Arbeiten, welche die Armut und Probleme im Pine Ridge Indianerreservat dokumentieren, erhielten durch seinen Vortrag mit dem Titel America's Native Prisoner's of War im Rahmen der TED 2010 erhöhte Aufmerksamkeit. Der Vortrag stellt die prekären und oftmals gewalttätigen Beziehungen zwischen der Regierung der Vereinigten Staaten und dem Volk der Sioux heraus, die Geschichte der gegenseitig geschlossenen Verträge sowie die Auswirkungen auf die Nachfahren beider Parteien.